# Brachydeutera argentata
Brachydeutera argentata är en tvåvingeart som först beskrevs av Walker 1853.  Brachydeutera argentata ingår i släktet Brachydeutera och familjen vattenflugor. Inga underarter finns listade i Catalogue of Life.